# The House of God
Pour plus de détails, voir Fiche technique et Distribution.
The House of God est un film américain réalisé par Donald Wrye, sorti en 1984.

## Synopsis
Le film relate le quotidien d'un groupe d'étudiants en médecine dans un hôpital universitaire aux États-Unis. L'histoire commence lorsque Jo, chef du groupe, sombre dans une dépression et que les membres de ce groupe se retrouvent, dès lors, sous la coupe d'un autre interne, dénommé « The Fatman ».

## Fiche technique
- Titre original et français : The House of God
- Réalisation : Donald Wrye
- Scénario : Donald Wrye. Samuel Shem d'après sa nouvelle éponyme
- Décors : Bill Malley (en)
- Photographie : Gerald Hirschfeld
- Montage : Billy Weber (en)
- Musique : Basil Poledouris
- Production : Charles H. Joffe, Harold Schneider
  - Production associée : John Lugar
- Société(s) de production : United Artists
- Société(s) de distribution : MGM/UA Entertainment Company
- Pays d'origine : États-Unis
- Année : 1984 au cinéma
- Langue originale : anglais
- Format : couleur (Technicolor) – 35 mm – stéréo
- Genre : comédie dramatique
- Durée : 108 minutes
- Dates de sortie : nc

## Distribution
- Tim Matheson : Roy Basch
- Charles Haid : Fats (The Fatman)
- Michael Sacks : Wayne Potts
- Lisa Pelikan : Jo Miller
- Bess Armstrong : Cissy Anderson
- George Coe : Dr Leggo
- James Cromwell : Officer Quick
- Ossie Davis : Dr Sanders
- Richard Brestoff : Howie Greenspoon
- Leo Burmester : Dr Gath
- Kathryn Dowling : Molly
- Charles Fleischer : Hyper Hooper
- Malachy McCourt : Officer Gillheeny
- Joe Piscopo : Dr Fishberg
- Michael Richards : Dr Pinkus
- Howard E. Rollins Jr. : Chuck Johnston
- Chip Zien : Eat-My-Dust-Eddie
- Bill Moor : Dr Frank
- Cheryl Anderson : Betty

## Adaptation
Ce film est l'adaptation du roman éponyme de l'écrivain Samuel Shem.